# Stenellina
Stenellina là một chi bọ cánh cứng trong họ Chrysomelidae.
Chi này được miêu tả khoa học năm 1905 bởi Cockerell.

## Các loài
Các loài trong chi này gồm:
- Stenellina impressicollis Weise, 1912
- Stenellina limbata Laboissiere, 1920
- Stenellina marginata Weise, 1902
- Stenellina meruensis Weise, 1909